# 第一“日耳曼尼亚”军团
第一“日耳曼尼亚”军团（拉丁語：Legio I Germannica）是一个罗马军团的名称。一般认为，它于公元前48年由盖乌斯·朱利乌斯·凯撒建立，用来对抗他的政敌庞培。在公元70年的巴达维武装起事以后，剩余的第一军团士兵被整编加入第七盖米纳军团。该军团的标志物仍不明确，但很可能是金牛座，亦如凯撒曾经建立的其他军团。

## 建立
有关第一军团的建立有两种说法。比较可信的一种是它是由朱利乌斯·凯撒在和庞培的内战中建立的，时间是在公元前48年。这样的话第一日耳曼尼亚军团便参加了法萨卢斯战役。
另一种说法他是由凯撒的副官盖乌斯·维比乌斯·潘撒·凯特洛尼亚努斯在公元前43年建立。目的是协助元老院与罗马人民对抗马克·安东尼。
无论它是何时建立的，奥古斯都继承了这个军团的领导权，而且应该是在他眼皮底下服役了一段时间。然而历史上并没有出现“第一奥古斯都军团”这个编制。有一种解释是日耳曼尼亚的荣誉称号替代了奥古斯都这个相对大众化的军团名称。

## 在西班牙
一些西班牙古代硬币上的铭文表明，在公元前30年至公元前16年间，一些第一日耳曼尼亚军团驻扎在塔拉科，在那里他们参加了坎塔布连战争。

## 在日耳曼
在公元1世纪前期，第一军团出现在了莱茵河前线。
这应该是来自于罗马的命令，但是何时发出的尚不得而知。军团可能在离开西班牙地区以后进行了整编，但更可能是补充了新的兵员。
在日耳曼尼亚，第一军团很快便获得了“日耳曼尼亚”军团的荣誉称号。至于这个称号的具体来源便不太明确了。当时日耳曼行省共有五个军团，由瓦卢斯担任总督。公元9年，罗马帝国和日耳曼聚落之间爆发了条顿堡森林战役，罗马军团惨败，损失高达两万余人。幸运的是，瓦盧斯并没有带走所有的第一军团，而是留下了两个大队（960人左右）看守营地。
最可能的情况是，“日耳曼尼亚”的头衔是在德鲁苏斯（罗马皇帝尼禄的祖父）领导的对抗日耳曼聚会的战斗中获得的。德鲁苏斯是一个富有盛名的将军，在他的手下服役是罗马军团的荣耀，而且这种荣耀名归实至。

## 兵变
瓦盧斯在条顿堡森林战役战败以后，奥古斯都的养子提比略接过了莱茵河畔军团的指挥权。此时，莱茵河的罗马帝国兵力已经增援至共计8个军团。在这8个军团中，4个军团驻扎于莱茵河上游，被称为“高地日耳曼军团”；包括第一军团在内的4个军团驻扎于下游，被称为“低地日耳曼军团”。第一军团的驻地在近科隆附近。
提比略在公元13年回到意大利之后，奥古斯都任命提比略的侄子，也就是德鲁苏斯之子——日耳曼尼库斯接替他的叔父掌管莱茵河的8个军团。在奥古斯都去世后，提比略继承了他的衣钵，成为下一任“第一公民”。
此时，在多瑙河防线，有三个军团驻扎在潘诺尼亚。一天假日，一个名叫波瑟纽斯的士兵发表演说，呼吁罗马帝国改善士兵待遇。他认为，他们应该减少实际服役期（罗马军团士兵当时名义上的服役期限是16年，预备役是20年；但实际服役年限中远远超过这个数字）并且提高军饷。许多士兵拥护他的观点，声势之大，甚至惊动了执政官贝尔苏斯。他在试图平息解决此事无效后，派出了他的一个儿子，向提比略报告。而士兵们则在营地等待皇帝的回复。
兵变的消息很快传达到了驻扎在拿布图斯这个小镇的其他各军团那里。他们监禁了他们的长官并且强迫他像士兵一般携带装备和辎重“体验”一下士兵们的艰苦生活。到达营地以后，这些士兵作鸟兽散。而贝尔苏斯集结了一些仍然忠于他的士兵，把这些逃亡者纷纷抓获，并关进了禁闭室。但是这没有什么效果，士兵了想办法获得了自由。暴动愈演愈烈，士兵们驱逐了军事保民官，甚至还杀害了一些百夫长。“第一公民”提比略的亲生儿子，德鲁苏斯（和前文的杜路苏斯不是同一个人）带领一些部队来到了营地，紧锁大门以后，将士兵纷纷劝回了他们的帐篷。随后他派出他的士兵去和起事者单独沟通，士兵们纷纷表示愿意回到岗位上。杜路苏斯果断处决了波瑟纽斯和他的一名同伙，随后转身回去罗马，并且向1.8万名士兵们保证他会带来“第一公民”和元老院的回复。此事看上去就这么平息了。
然而，多瑙河防线哗变的事情传到了莱茵河畔，“日耳曼军团”的士兵认为新皇提比略登基也是要求提高待遇的好机会，8个军团共有4.8万人之多。低地日耳曼军团首先哗变，高地日耳曼军团则静观其变。听到这个消息以后，日耳曼尼库斯急忙放下手头在高卢地区征税的工作，率领一小队人来到了莱茵河营地。他也听取了士兵们的抱怨以后，便聚集了这些暴乱的士兵，试图与他们进行面对面的交流。士兵们群情激愤，纷纷露出背上被百夫长们鞭挞的伤痕向日耳曼尼库斯控告他们的军官。日耳曼尼库斯愤恨之余，便要拔剑自杀，被手下士兵劝阻。
最终，日耳曼尼库斯面对如此混乱的局面，决定将其妻子大阿格里皮娜和他4岁大的儿子，也是士兵们的吉祥物，“卡利古拉"（这是士兵们给他起的外号，即“小军靴”）送回高卢地区，由高卢人保护他们的安全。罗马军团的士兵们面对如此情景，身为罗马公民居然不能保护同族，他们羞愧难当。激愤的士兵们将哗变的主谋们用铁链绑住，押上高台，如同判决失败的角斗士一般，罗马士兵们由呼喊生死的声音来决定这些主谋的生死。然而，哗变的目标也同时达成了——平时作威作福的百夫长们也面临着同样的待遇，由士兵们进行判决。百夫长中的腐败无能者立即被开除出军队，公正的人则得以继续服役。
观望的高地日耳曼军团则发生了一场小规模的内乱，将领们召集一些未参与哗变的士兵，和哗变者刀刃相向，混乱中也有无辜士兵不幸蒙难。然而，哗变终于被彻底平息了，日耳曼尼库斯回了罗马。
随后，元老院决定，满足哗变士兵提出的部分要求，改善士兵待遇。包括严格落实16年兵役、4年预备役的制度，以及加倍赏赐奥古斯都给军团士兵的遗赠。

## 解散
公元68年，尼禄被迫自杀，历史上的“四帝之年”开始。随后，在公元70年的巴达维武装起事以后，剩余的第一军团士兵被整编加入第七盖米纳军团。